# Kosackförbundet
Kosackförbundet är en rörelse av ryska och centralasiatiska kosacker som bildades vid en konferens i Moskva den 28 juni 1990. Rörelsen har som mål att förena kosackstyrkorna från det tidigare Ryska imperiet. "UoC" definierade sig som pro-kommunister, i motsats till "Union of Cossack Hosts" vars hållning är lutar mot den Ryska federationen och motsatte sig kommunismen.